# Deltochilum elevatum
Deltochilum elevatum là một loài bọ cánh cứng trong họ Bọ hung (Scarabaeidae).